# Lijst van Leidenaren

Vlag van Leiden

Deze lijst van Leidenaren geeft een overzicht van bekende personen, alfabetisch gerangschikt, die in de Nederlandse stad Leiden zijn geboren, er hebben gewoond of er nog wonen of er zijn overleden en van wie een artikel in Wikipedia is opgenomen. 

## Geboren in Leiden

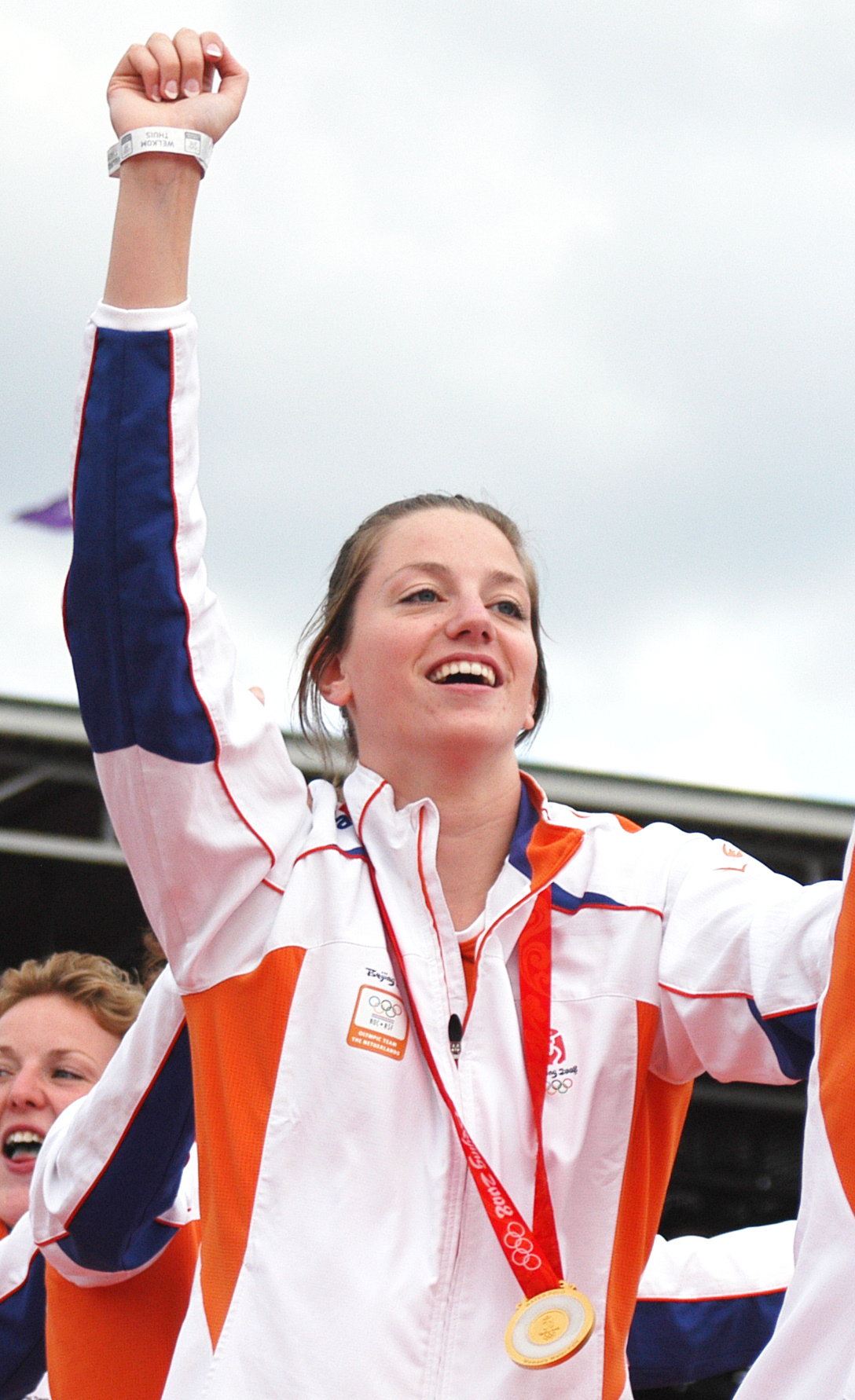
Iefke van Belkum

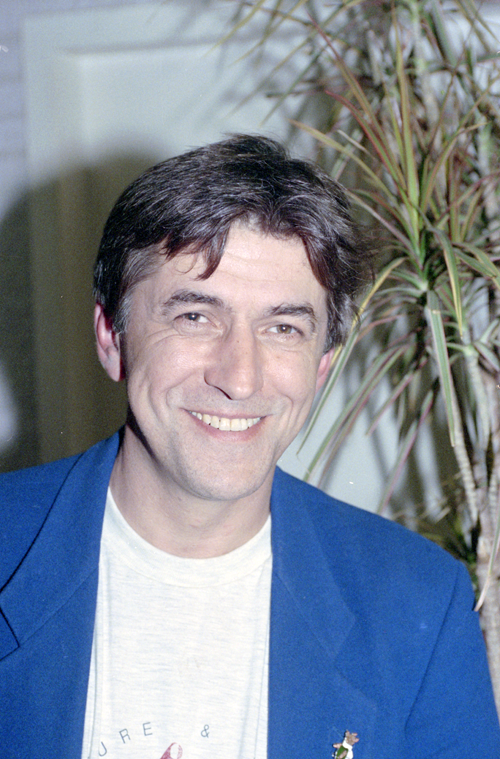
Bartho Braat

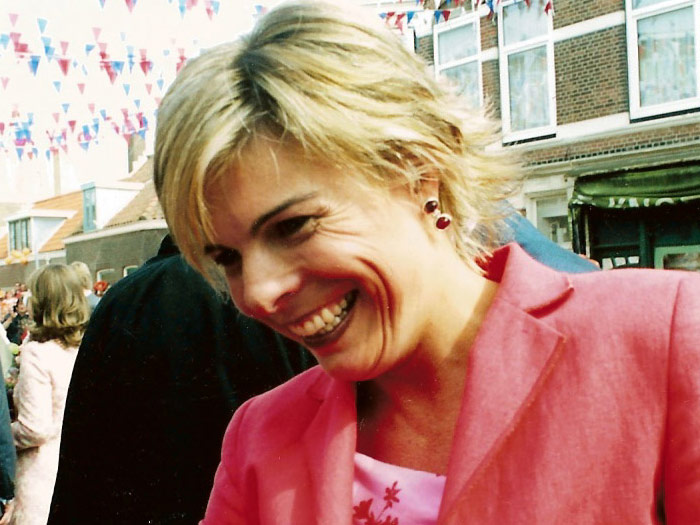
Laurentien Brinkhorst

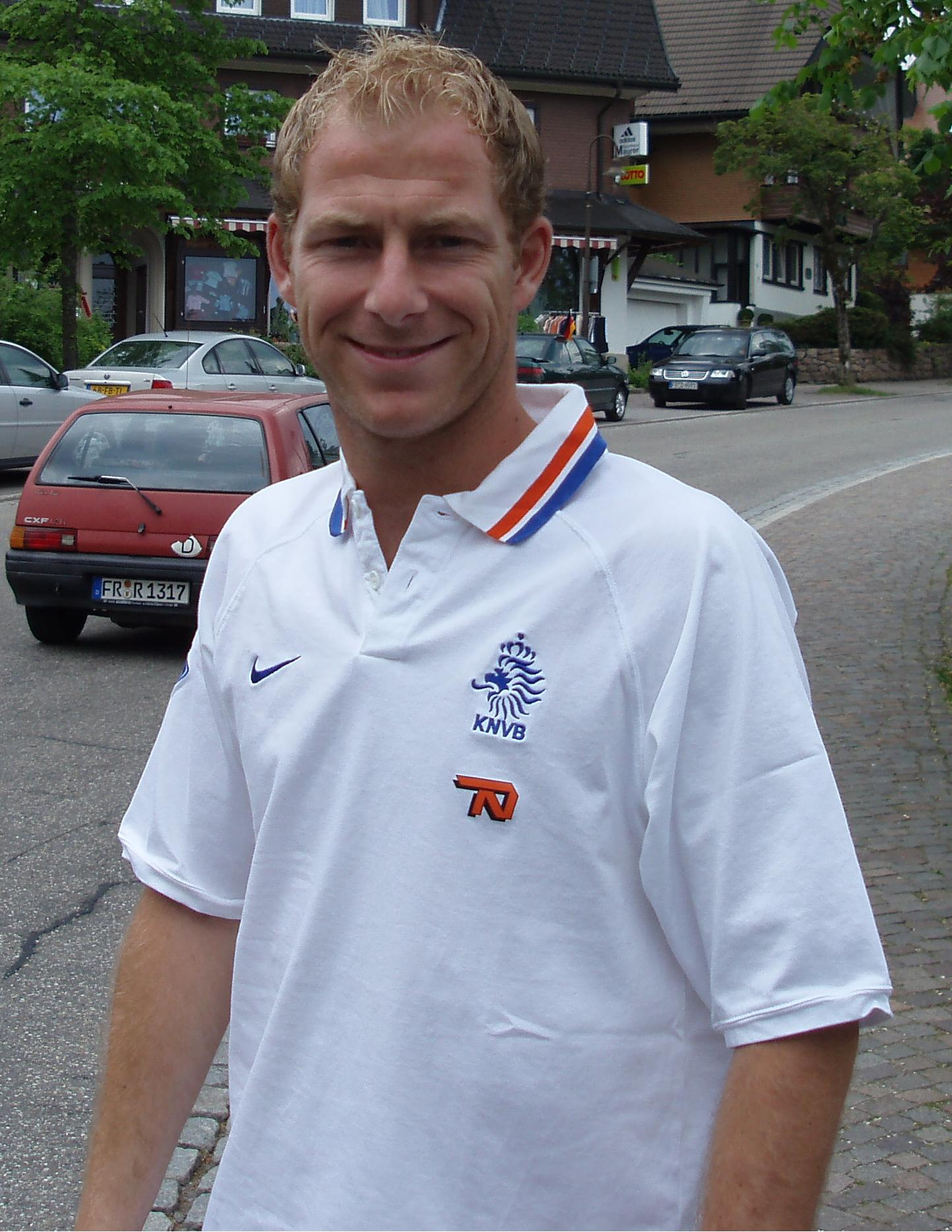
Tim de Cler

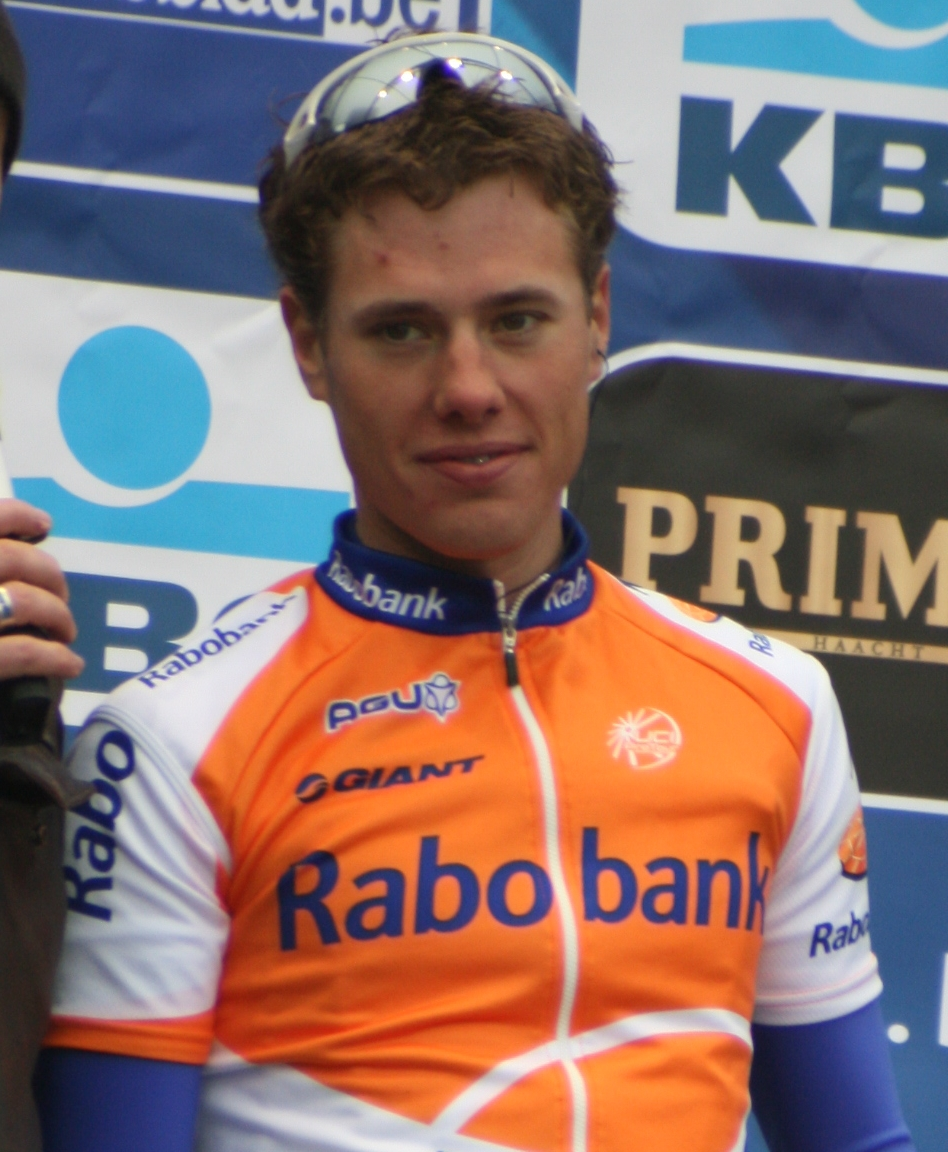
Sebastian Langeveld

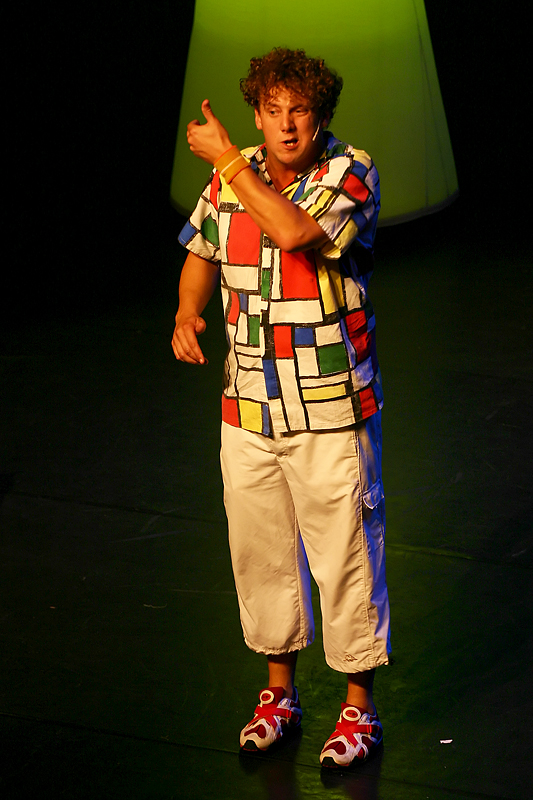
Jochem Myjer

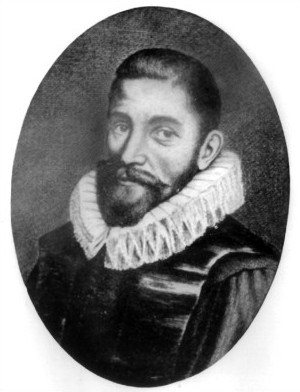
Willebrord Snel van Royen

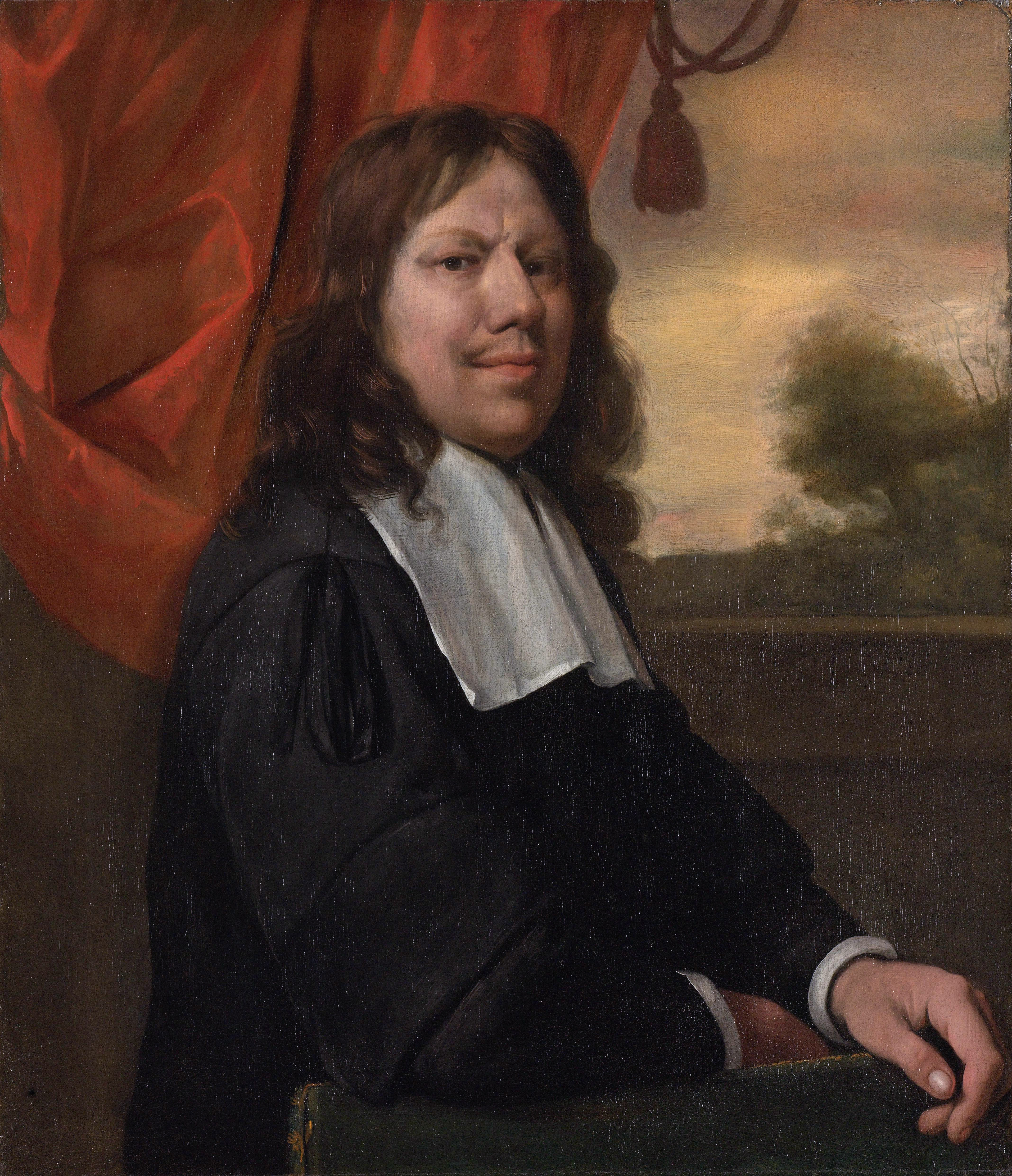
Jan Steen

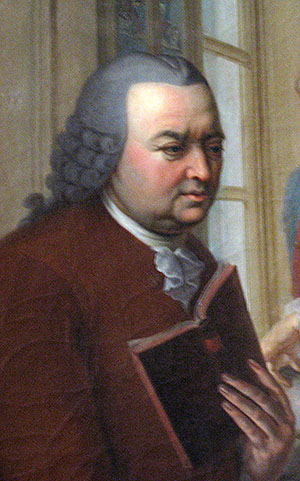
Gerard van Swieten

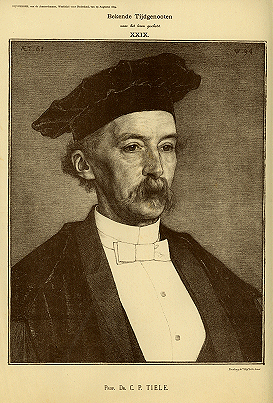
Cornelis Petrus Tiele

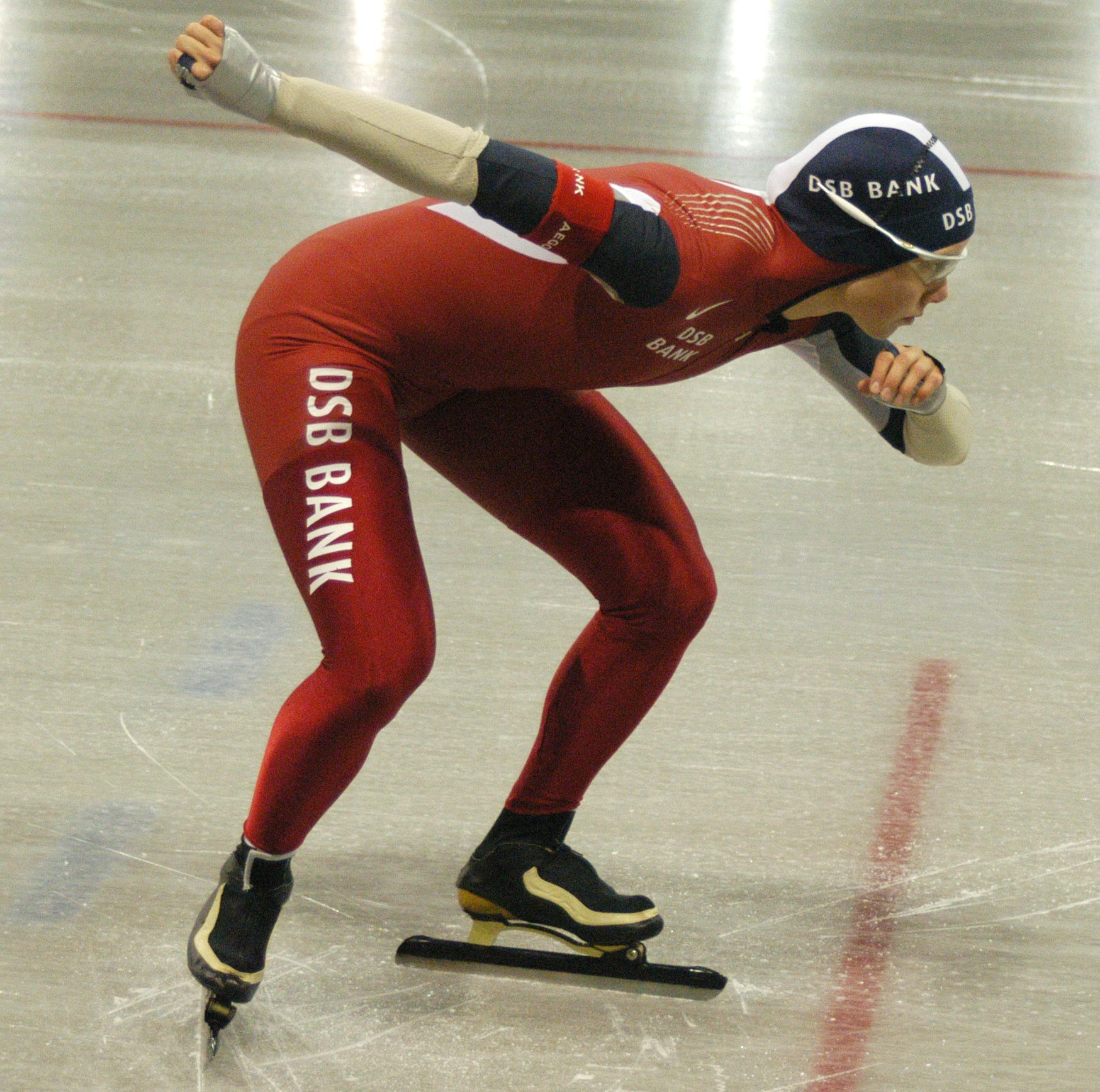
Laurine van Riessen

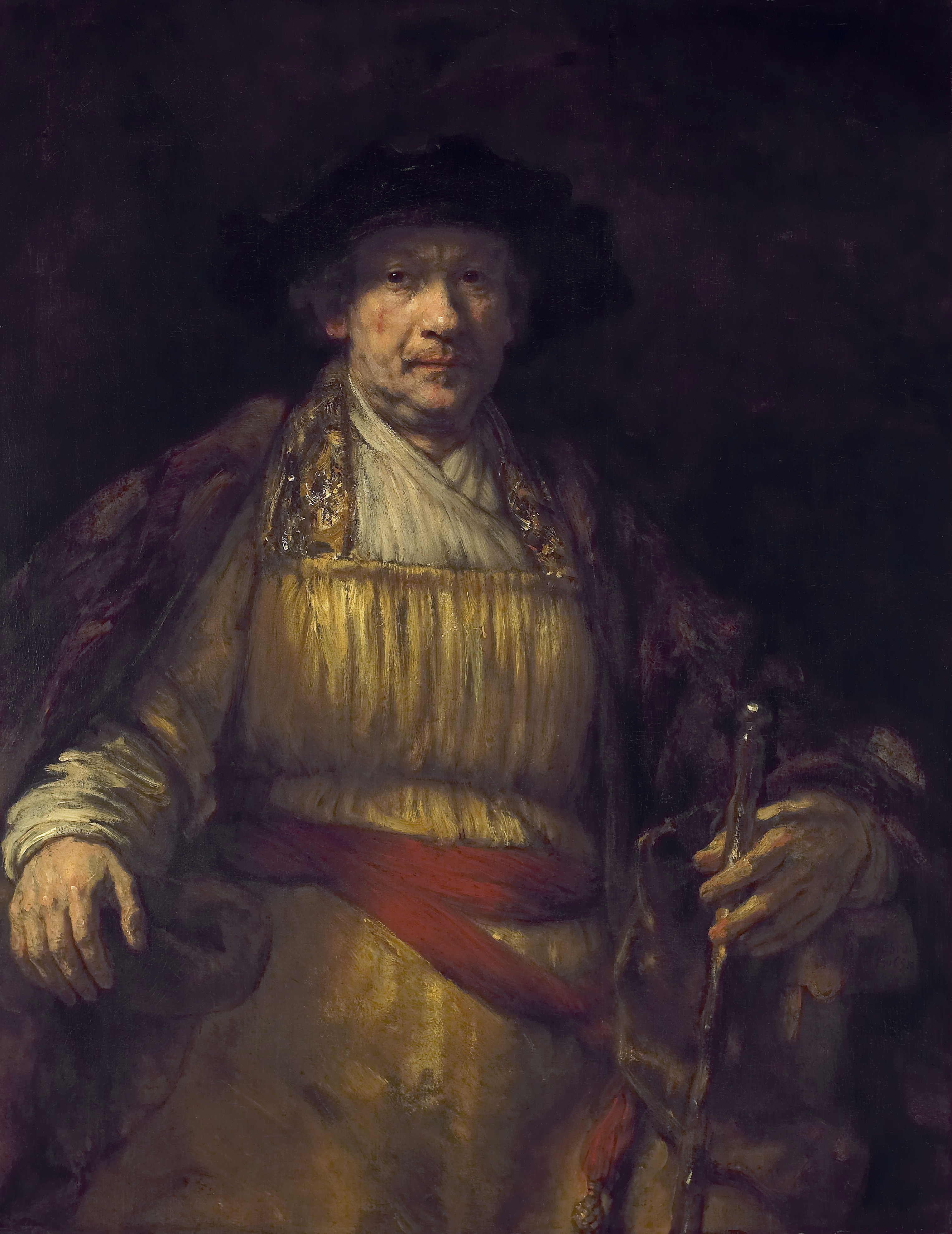
Rembrandt van Rijn

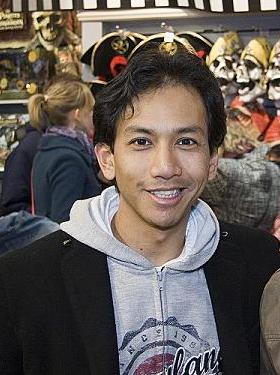
Wibi Soerjadi

### A
- Cora Aa (1914-2007), kunstenares
- Anna van der Aar de Sterke, (1755-1831), dichteres
- Piet Aalberse (1871-1948), politicus
- Piet Aalberse (1910-1989), politicus
- Marcel Akerboom (1981), voetballer
- Joukje Akveld (1974), schrijfster, journaliste
- Carlo l'Ami (1966), voetballer
- Els Amman (1931-1978), kunstschilder, tekenaar, graficus, collagist
- Rudy Andeweg (1952-2024), politicoloog, schrijver en hoogleraar
- Nicolaas Anslijn (1777-1838), schrijver
- Mariana Aparicio (1983), actrice
- Ben Arps (1961), javanicus en hoogleraar aan de Universiteit Leiden
- Jeffrey van As (1972), voetballer

### B
- Marcel Barendse (1979), nieuwslezer
- Carlo Beenakker (1960), natuurkundige en hoogleraar
- Jacobus Catharinus Cornelis den Beer Poortugael (1832-1913), staatsman en militair die publiceerde over de Nederlandse defensie
- Jannette van Belen (1998), voetbalspeelster
- Iefke van Belkum (1986), waterpoloster
- Marc van Belkum (1965), olympisch waterpoloër
- Joost van Bellen (1962), deejay en party-organisator
- Carina Benninga (1962), hockeyinternational en -coach
- Marc Benninga (1961), olympisch hockeyspeler
- Menno Bentveld (1967), tv-presentator
- Johannes le Francq van Berkhey (1729-1812), natuuronderzoeker, arts, dichter en schilder
- Magda Berndsen (1950), politicus en politiefunctionaris
- Jerry Bey (1923-1984), zanger
- Mary Servaes-Bey, de Zangeres Zonder Naam (1919-1998)
- Alfred Blokhuizen, (1955), politicus, radiomaker en columnist
- Frank Blokland (1959), letterontwerper, typograaf en hoogleraar
- Hans Blom (1943), historicus (NIOD)
- Onno Blom (1969), schrijver en journalist
- Cornelis van Bommel (1790-1852), bisschop van Luik
- Pieter van Borselen, (1802-1873), onderwijzer, kunstschilder, tekenaar en lithograaf
- Jacob de Bondt (1592-1631), arts en natuuronderzoeker
- Gerardus Johannes Bos (1825-1898), kunstschilder, etser, lithograaf en steendrukker
- Judith Bosch (1944), presentatrice
- Bartho Braat (1950), acteur
- H.P. Bremmer (1871-1956), schilder en kunstcriticus
- Rie Briejer (1910-1999), olympisch atlete
- Laurentien Brinkhorst (prinses Laurentien) (1966)
- Naomi Van Den Broeck (1996), Belgisch atlete
- Jan Brokken (1949), schrijver
- Hans Brons (1956), dirigent
- Alexander Brouwer (1989), beachvolleyballer
- Carolijn Brouwer (1973), olympisch zeiler
- Willem Brouwer (1877-1933), keramist en beeldhouwer
- Joan van der Brugghen (1919-2006), ingenieur
- Jaap de Bruin (1896-1978), stichter van het club- en buurthuiswerk "De Mussen"
- Walther Burgering (1959), theoloog en pastor
- Frans Burman (1628-1679), predikant en hoogleraar
- Armin van Buuren (1976), trance-deejay en producer
- Alexander Willem Byvanck (1884-1970), classicus en archeoloog

### C
- Petrus Camper (1722-1789), arts, anatoom, fysioloog, verloskundige, zoöloog, antropoloog en paleontoloog
- Tim de Cler (1978), profvoetballer en international
- Karina Content (1960), ex-prostituee, politica en publiciste
- Jacobus Ludovicus Cornet (1815-1882), kunstschilder en tekenaar, medestichter van Museum De Lakenhal
- Lynda Cornet (1962), olympisch roeister
- Charles Corver (1936-2020), voetbalscheidsrechter
- Dick Coster (1946), olympisch zeiler
- Kalle Coster (1982), olympisch zeiler
- Sven Coster (1978), olympisch zeiler
- Pieter de la Court (1618–1685), politicus en schrijver

### D
- Catharina van Dam-Groeneveld (1887-2001), voormalige oudste persoon in Nederland
- Femke Dekker (1979), roeister
- Hendrik van Deventer (1651-1754), orthopedist, gynaecoloog en labadist
- Gijs van Dijk (1980), vakbondsbestuurder en politicus
- Wim van Dinten (1940), hoogleraar
- Diewertje Dir (1989), actrice
- Ewine van Dishoeck (1955), internationaal vermaard Nederlands astronome
- Truus Doodeheefver-Kremer (1928-2004), beeldhouwer
- Dana Dool (1964), actrice
- Rein Dool (1933), beeldend kunstenaar
- Yvonne van Dorp (1966), olympisch atlete
- Gerrit Dou (1613-1675), schilder
- Arend Jan van Driesten (1878-1969), schilder
- Wendy Duivenvoorde (1972), radio-dj

### E
- Bas Edixhoven (1962-2022), wiskundige
- Annie van Ees (1893-1970), actrice
- Jan van Ees (1896-1966), (hoorspel)acteur
- Gerritjan Eggenkamp (1975), olympisch roeier
- Annet van Egmond (1964), beeldhouwer, installatiekunstenaar en ontwerper
- Justus van Egmont (1601-1674), Vlaamse portretschilder en ontwerper van wandtapijtreeksen
- Cornelis Engebrechtsz., 1462-1527, kunstschilder
- Johannes Esser (1877-1946), chirurg, schaker en kunstverzamelaar

### F
- Erik Falkenburg (1988), voetballer
- Emile Fallaux (1944), journalist en programmamaker
- Louis Ferron (1942-2005), dichter en prozaschrijver
- Finn Florijn (1999), olympisch roeier
- Karolien Florijn (1998), olympisch roeister
- Ronald Florijn (1961), olympisch roeier
- Tabitha Foen-A-Foe (1992), Nederlands zangeres
- Maarten Fontein (1952), voetbalbestuurder
- Joan Fortman (1731-1808), praeceptor en conrector van de Latijnse school in Hoorn en Nederlands taalkundige
- Antoine Franchimont (1844-1919), scheikundige, hoogleraar te Leiden

### G
- Hans Galjaard (1935-2022), hoogleraar, medicus
- Nikolaus Gerhaert (ca. 1460-1473), begaafd houtsnijder en beeldhouwer
- Leendert Ginjaar (1928-2003), scheikundige en minister van Volksgezondheid en Milieuhygiëne in het kabinet-Van Agt I
- Claudius Henricus de Goeje (1879-1955), cartograaf en cultureel antropoloog
- Rosa van Gool (2004), voetbalster
- Toos Goorhuis-Tjalsma (1915-2004), een van de bedenksters van het Pieterpad
- Rohan Gottschalk (1977), scenarioschrijver
- Jan van Goyen (1596-1656), schilder
- Alfons Groenendijk (1964), voetbaltrainer en voormalig profvoetballer
- Arie Groenevelt (1927-2017), vakbondsbestuurder
- Jan Frederik Gronovius (1690-1762), botanicus
- Danny Guijt (1981), voetballer
- Fleur Gräper (1974), politica

### H
- Arenda Haasnoot (1973), predikante
- Biurakn Hakhverdian (1985) olympisch waterpoloster
- Fer Hakkaart (1941), kunstschilder, etser en tekenaar
- Dirk Jan van Hameren (1965), olympisch wielrenner
- Sem Hartz (1912-1995), graficus en grafisch ontwerper
- Elisabeth Hasebroek (1811-1887), romanschrijver en vertaler
- J.P. Hasebroek (1812-1896), schrijver, dichter en predikant
- Barthold Theodoor Willem van Hasselt (1896-1960), president-directeur van Shell
- Dirk Heemskerk, predikant en preses Hersteld Hervormde Kerk
- Chris van der Heijden (1954), geschiedkundige en journalist
- Glenn Helder (1968), profvoetballer en international
- Teun Hocks (1947-2022), fotograaf, decorbouwer en kunstenaar
- Sjoerd Hoekstra (1969), olympisch roeier
- Isa Hoes (1967), actrice
- Onno Hoes (1961), politicus voor de VVD en bestuurder
- Floris V van Holland (1254-1296), graaf van Holland
- Wout Holverda (1958-2021), voetballer
- Taco van den Honert (1966), hockeyinternational
- Michiel Hoogeveen (1989), politicus
- Mart Hoogkamer (1998), zanger
- Isaäc van Hoornbeek (1655-1727) raadpensionaris van Holland en pensionaris van Rotterdam
- Joop van der Horst (1949), hoogleraar
- F.B. Hotz (1922-2000), schrijver
- Alexandra van Huffelen (1968), bestuurder en politica
- Frits Huffnagel (1968), oud-wethouder van Amsterdam en Den Haag, nu ondernemer en presentator bij BNR

### I
- Gerrit Jan van Ingen Schenau (1944-1998), natuurkundige, bewegingswetenschapper en heruitvinder van de klapschaats, die hij perfectioneerde

### J
- Nikolaus Joseph von Jacquin (1727-1817), wetenschapper, botanicus, hoogleraar, medicus
- Bert Jansen (1951-2020), voetballer
- Jan Willem de Jong (1921-2000), Indiakundige, tibetoloog en boeddholoog

### K
- Youssef El Kachati (1999), voetballer
- Nico van Kampen (1921-2013), theoretisch fysicus en hoogleraar
- Ton Kamphues (1954), voetballer
- Jacob Kanbier (1949-2020), kunstschilder
- Gerben Karstens (1942-2022), wielrenner
- Giovanni Kemper (1991), acteur, danser en zanger
- Vera Keur (1953), Nederlands omroepvoorzitter van de VARA
- Herman Jacob Kist (1836-1912), jurist en politicus
- Chris van der Klaauw (1924-2005), diplomaat en minister
- Els Kloek (1952), historica en schrijfster
- Johannes Kneppelhout (Klikspaan) (1814-1885), schrijver
- Chris Koerts (1947-2022), gitarist, componist en producer (Earth & Fire)
- Gerard Koerts (1947-2019), toetsenist, componist en producer (Earth & Fire)
- Willem Kolff (1911-2009), medicus, uitvinder en verzetsstrijder
- Herman Koppeschaar (1866-1932), militair arts
- Gérard de Kort (1963), olympisch zwemmer
- Alfred Kossmann (1922-1998), schrijver
- Ernst Heinrich Kossmann (1922-2003), hoogleraar geschiedenis na de Middeleeuwen
- Hans de Koster (1914-1992), ondernemer, bestuurder en politicus
- Gerda Kraan (1933), olympisch atlete
- Leon Krijgsman (1973), tv-presentator
- Gunhild Kristensen (1919-2002), kunstenaar
- Evert Kroes (1950), olympisch roeier
- Don Kuenen (1912-1995),  hoogleraar milieubiologie en rector magnificus te Leiden
- Pieter Kunst, (1484/1490–1560/1561), kunstschilder en graveur

### L
- Eberhard van der Laan (1955-2017), PvdA-minister en burgemeester van Amsterdam
- Jan van der Laan (1896-1966), architect
- Hans van der Laan (1904-1991), architect en benedictijner monnik
- Nico van der Laan (1908-1986), architect
- Sebastiaan Labrie (1970), acteur en presentator
- Floor van Lamoen (1966), atleet
- Stefanus Jacobus van Langen (1758-1847), lakenfabrikant en staatsman
- Sebastian Langeveld (1985), wielrenner
- Piet van der Lans (1940), olympisch wielrenner
- Sandra Le Poole (1959), olympisch hockeyspeelster
- Jan van Leiden (1509-1536), koning, van het kortstondige wederdoperse koninkrijk in Münster
- Renske Leijten (1979), SP-politicus
- Aertgen Claesz van Leyden (1498-1564), kunstschilder, tekenaar en ontwerper van gebrandschilderd glas
- Lucas van Leyden (1494-1533), schilder, kopergraveur, etser, maker van houtsneden en glas-in-lood
- Diederic Pietersz van Leyden van Leeuwen (1618-1682), burgemeester van Leiden
- Jan Lievens (1607-1674), schilder
- Jolanda Linschooten (1966), beroepsavonturier, ultraloopster, schrijfster en fotograaf
- Carolina Lo Galbo (1980), journaliste en presentatrice
- Samuël Snouck van Loosen (1766-1839), politicus
- Fay Lovsky (1955), zangeres en componiste
- Marinus van der Lubbe (1909-1934), vermoedelijke aanstichter van de Rijksdagbrand
- Peter Lusse (1959), acteur
- Etienne Luzac (1706-1787), redacteur en uitgever van de Gazette de Leyde
- Johan Luzac (1746-1807), wetenschapper en schrijver
- Lodewijk Caspar Luzac (1786-1861), liberale Leidse rechter en minister

### M
- Senna Maatoug (1989), politica
- Barry Madlener (1969), politicus
- Cornelius van Marle (1783-1859), dichter
- Kees Manders (1913-1979), zanger en cabaretier
- Donald de Marcas (1933-2023), hoorspelacteur en nieuwslezer
- Peter Meel (1959), historicus en surinamist
- Nicolaas Meerburgh (1734-1814), botanicus en botanisch illustrator
- Iris Meerts (1972), politica
- Carl Meijer (1987), ondernemer
- Fik Meijer (1942), classicus, maritiem historicus, oudhistoricus, hoogleraar en schrijver
- Suze Mens (1978), tv-presentatrice
- Gabriël Metsu (1629-1667), schilder
- Frans van Mieris de Jonge (1689-1763), schilder
- Frans van Mieris de Oudere (1635-1681), schilder
- Jan van Mieris (1660-1690), kunstschilder
- Willem van Mieris (1662-1747), kunstschilder
- Aad van Mil (1957), olympisch waterpoloër
- Victor Molkenboer (1958), politicus
- Carel de Moor (1656-1738), kunstschilder
- Erik Mouthaan (1973), journalist
- Anthonie Mulder (1848-1901), waterstaatkundig ingenieur
- Dick Mulder (1919-2014), theoloog
- Willem Mulder (1850-1920), architect
- Pieter van Musschenbroeck (1692-1761), medicus, wis, natuurkundige, meteoroloog, astronoom
- Jochem Myjer (1977), cabaretier

### N
- Matthijs Naiveu (1647-1726), schilder
- Justinus van Nassau (1559-Leiden 1631), erkend buitenechtelijke kind van Willem van Oranje, gouverneur van Breda en admiraal
- Willem Frederik Gerard Nicolaï (1829–1896), componist, dirigent en organist
- Aat van Noort (1908-1998), olympisch atlete
- Kjeld Nuis (1989), olympisch langebaanschaatser

### O
- Henri Obreen (1878-1937), historicus
- Kajsa Ollongren (1967), politica
- Coen Oort (1928-2007), econoom, topambtenaar en bestuurder
- Cas Oorthuys (1908-1975), fotograaf en verzetsstrijder
- Tonnus Oosterhoff (1953), dichter en schrijver
- Peter van Oostzanen (1962), kunstschilder
- Barry Opdam (1976), voetballer
- Wim Oudshoorn (1934(?)-2011), tuinbouwkundige en schrijver
- Timotheus Wilhelmus Ouwerkerk (1845-1910), schilder
- Aernout van Overbeke (1632-1674), schrijver
- Leendert Overduin (1900-1976), predikant en verzetsstrijder
- Cees van Oyen (1936-2007), acteur

### P
- Sonja Pannen (1968), olympisch softbalster
- Jan David Pasteur (1753-1804), politicus
- Helena Christina van de Pavord Smits (1867-1941), Nederlands botanisch illustrator
- Elaine Pen (1990), olympisch ruiter
- Piet Penning de Vries (!928-1995), jezuïet, spirituaal te Rolduc
- Abram la Pierre (1750-1837), politicus, patriot, bestuurder, officier van justitie
- Willem Piso (1611-1678), arts, botanicus en grondlegger van de tropengeneeskunde
- Cornelis Marinus Pleyte (1863-1917), indoloog, museumdirecteur
- Ben Pon (1936-2019), zakenman, oud-coureur, olympisch schutter
- Hans Pont (1938–2017), vakbondsbestuurder
- Frans Poptie (1918-2010), jazzviolist
- Abraham Pruijs van der Hoeven (1829-1907), civiel gouverneur van Atjeh

### R
- Jaimy Ravensbergen (2001), voetbalster
- Francisca Ravestein (1952-2024), politica
- Joop van der Reijden (1927-2006), politicus
- Cornelis van Rhee (1959-2023), hoogleraar
- Ricardo van Rhijn (1991), profvoetballer
- Laurine van Riessen (1987), olympisch schaatsster
- Rembrandt van Rijn (1606/1607-1669), schilder
- Wim Rijsbergen (1952), profvoetballer en international
- Johannes Cornelis Roelandse (1888-1978), kunstschilder
- Lody Roembiak (1968), voetballer
- Hennie de Romijn (1968), voetballer
- Ron de Roode (1965-2022), voetballer
- Adriaan van Royen (1704-1779), arts en botanicus
- David van Royen (1699-1764), medicus, botanicus, hoogleraar
- David van Royen (1727-1799), arts en plantkundige
- Marleen van Rij (1950), olympisch roeister
- Wesley de Ruiter (1986), profvoetballer
- Sebald Rutgers (1879-1961), communistisch ingenieur

### S
- Luc Sala (1949-2023), ondernemer
- Gerard Sandifort (1779-1848), anatoom
- Frans Willem Saris (1942-2025), natuurkundige en publicist
- Marietje Schaake (1978), politica
- Jan Willem Schaap (1813-1887), stadsarchitect
- Tessa van Schagen (1994), atlete
- Lia van Schie (1970), olympisch schaatsster
- Cobi Schoondergang-Horikx (1933-2023), politica
- Eric Schreurs (1958-2020), striptekenaar
- Cornelis Schuyt (1557-1616), componist en organist
- Wim Slijkhuis (1923-2003), olympisch atleet
- Merel van Slobbe (1992), dichter
- Jan Smeets (1985), schaakgrootmeester
- Susan Smit (1974), schrijfster, columniste en model
- Jan Smits (1967), rechtsgeleerde
- Willebrord Snel van Royen (Snellius) (1580-1626), natuurkundige
- Wibi Soerjadi (1970), pianist
- Jan Steen (1626/1625-1679), schilder
- Max Steenberghe (1899-1972), Nederlands ondernemer en politicus
- Cor Steyn (1906-1965), Nederlands musicus, die vooral bekendheid kreeg als medewerker van de VARA
- Dinco van der Stoep (1939), olympisch volleyballer
- Johanna Stokhuyzen-de Jong (1895-1976), olympisch schermer
- Joop Stokkermans (1937-2012), componist en pianist
- Robert Strijk (1965), wethouder
- Maria Swanenburg (Goeie Mie) (1839-1915), seriemoordenares
- Gerard van Swieten (1700-1772), medicus
- Gottfried van Swieten (1733-1803), diplomaat, bekend vanwege vriendschap en samenwerking met grote componisten
- Astrid Sy (1987),  historica

### T
- Christian Tamminga (1974), atleet
- Joost Terol (1980), voetballer
- Cornelis Petrus Tiele (1830-1902), theoloog
- Jacob Toorenvliet (1640-1719), schilder
- Jan de Troye (1920-2006), radioverslaggever en omroepbestuurder
- Harry van Tussenbroek (1879-1963), poppenmaker

### V
- Cor Varkevisser (1982), voetbalkeeper
- Otto van Veen (1557-1629), schilder
- Marieke Veenhoven (1984), hockeyster
- Klaas Veering (1981), hockeyinternational
- Maerten van den Velde (1603-1639), priester
- Willem van de Velde de Oude (ca. 1611-1693), schilder
- Willem van de Velde de Jonge (1633-1707), schilder
- Linde Verbeek (1981), roeister
- Dave Versteeg (1976), olympisch shorttracker
- Hans Versteeg (1948), beeldhouwer
- Floris Verster (1861-1927), kunstschilder
- Ronald Vervoort (1952), olympisch roeier
- Jan Daemesz. de Veth (ca. 1595-1625), schilder
- Jacques de Vink (1942), olympisch volleyballer
- Carolijn Visser (1956), schrijver
- Esmee Visser (1996), olympisch schaatsster
- Gerard Vissering (1856-1937), voormalige president van de Nederlandsche Bank
- Erik Vollebregt (1954), olympisch zeiler
- Sjoerd Vollebregt (1954), olympisch zeiler
- Roos Vonk (1960), hoogleraar psychologie aan de Radboud Universiteit Nijmegen en columniste
- Jan-Arie van der Heijden (1988), voetballer
- Charles van der Voort (1959), officier van justitie
- Pieter Vreede (1750-1837), lakenfabrikant en patriot
- Willem Hendrik de Vriese (1806 –1862), botanicus en arts en directeur van de Hortus botanicus
- Gerardus Vrolik (1775-1859), hoogleraar in de anatomie en botanie
- Mélanie de Vroom (1952), beeldhouwer

### W
- Johannes Diderik van der Waals (1837-1923), natuurkundige en Nobelprijswinnaar (1910)
- Wim Wagemans (1906-1993), glazenier
- Henny ter Weer (1922-2013), olympisch schermer
- Christiaan Weijts (1976), schrijver
- Leo van Wensen (1899-1984), burgemeester
- Hugo Wentges (2002), voetballer
- Pieter Adriaansz. van der Werff (1529-1604), burgemeester
- Pearl van der Wissel (1984), handbalster
- Frans de Wit (1942-2004), beeldhouwer
- Merel Witteveen (1985), olympisch zeilster
- Henk van Woerden (1947-2005), schrijver
- Randy Wolters (1990), profvoetballer
- Juliaan Woltjer (1924-2012), historicus en hoogleraar
- Karst Woudstra (1947-2023), regisseur en toneelschrijver

### Z
- Jan Zaanen (1957-2024), natuurkundige
- Johannes Henricus Zaaijer (1876-1932), arts en hoogleraar
- Pieter Zandvliet (1969), beeldend kunstenaar
- Hans van Zetten (1948), sportverslaggever
- Jacqueline Zirkzee (1960), schrijfster
- Cornelis Zitman (1926-2016), beeldhouwer
- Nynke de Zoeten (1970), televisieverslaggever
- Mike Zonneveld (1980), voetballer
- Erik-Jan Zürcher (1953), taalkundige
- Tilly van der Zwaard (1938-2019), Olympisch atlete

## Voormalig inwoners

### A-H
- Victor Amadeus van Anhalt-Bernburg, Harzgerode 1634 - Bernburg 1718, vorst van Anhalt-Bernburg
- Willem Bilderdijk, Amsterdam 1756 - Haarlem 1831, geschiedkundige, jurist, taalkundige en dichter
- Karel Lucien Bonaparte, Parijs 1803 - Parijs 1857, Frans politicus en ornitholoog (in Leiden 1849-1850)
- Boudewijn Büch, Den Haag 1948 – Amsterdam 2002, schrijver, dichter, bibliofiel en televisiepresentator
- Adriaan van Crimpen, 14..– 1557, dijkgraaf en baljuw van Rijnland
- Theo van Doesburg, Utrecht 1883 – Davos 1931, typograaf, dichter, architect en oprichter van De Stijl
- Galinka Ehrenfest, Kanuka (Estland) 1910 – Gronsveld 1979, schrijver en illustrator van kinderboeken en ontwerper van kinderspellen
- Paul Ehrenfest, Wenen 1880 – Amsterdam 1933, Oostenrijks-Nederlands natuurkundige en hoogleraar (in Leiden 1912-1933)
- Tatjana Ehrenfest, Wenen 1905 – Dordrecht 1984, wiskundige (in Leiden 1912-1928)
- Henny Eman, (Aruba 1948 - Aruba 2025), premier van Aruba
- Cees Goekoop, Amsterdam 1933 – Amsterdam 2011, jurist, bestuurder; burgemeester van Leiden (1980-1999)
- Arent van 's-Gravesande, 's-Gravenzande (?) ± 1610 – Middelburg 1662, bouwkundige en architect
- Albrecht von Haller (Bern 1708 – Bern 1777), Zwitsers arts, natuurwetenschapper en dichter
- Gerard Heymans (Ferwerd 1857 - Groningen 1930), filosoof en psycholoog; grondlegger van de psychologie in Nederland
- James Hutton (Edinburgh 1726 - Edingburgh 1799), Schots aardwetenschapper; Vader van de moderne geologie (in Leiden 1747-1749)

### I-Z
- Arie de Jong, Batavia 1865 – Putten 1957, arts en taalkundige (in Leiden 1873-1891)
- Pieter Leermans, circa 1635 – 1707, kunstschilder
- Justus Lipsius, (Joost Lips), Overijse 1547 – Leuven 1606, filoloog en historicus
- Hendrik Lorentz, Arnhem  1953 – Haarlem 1928, natuurkundige, hoogleraar en winnaar Nobelprijs voor de Natuurkunde 1902 (in Leiden 1878-1912)
- Alexander Maramis, Menado 1897 – Jakarta 1977, strijder voor onafhankelijkheid, jurist, politicus en Nationale held van Indonesië (in Leiden 1919-1924)
- Piet Paaltjens, pseudoniem van François Haverschmidt, Leeuwarden 1835 – Schiedam 1894, dichter en predikant
- Christoffel Plantijn, Saint-Avertin circa 1520 – Antwerpen 1589, boekdrukker en uitgever (woonde in Leiden 1583-1585)
- Jan Postma, Groningen 1942, econoom, historicus en burgemeester van Leiden (1999-2002)
- Petrus Scriverius, Amsterdam 1576 – Oudewater 1660, oudheidkundige en filoloog
- Ramses Shaffy, Neuilly-sur-Seine 1933 – Amsterdam 2009, zanger, componist, liedjesschrijver en acteur
- Achmad Soebardjo, Teluk Jambe (Indonesië) 1896 – Jakarta 1978, jurist, onafhankelijkheidsactivist, minister en Nationale held van Indonesië
- Raden Mas Noto Soeroto, Jogjakarta 1888 – Solo 1951, Javaans journalist, schrijver, dichter en cultuuractivist
- Sutan Syahrir, Padang Panjang 1909 – Zürich 1966, politicus, eerste premier van Indonesië en Nationale held van Indonesië
- Johan Rudolph Thorbecke, Zwolle 1898 –  Den Haag 1872, letterkundige, politicus, staatsman
- Ehrenfried Walther von Tschirnhaus, Kieslingswalde (bij Görlitz) 1651 - Dresden 1708, natuurkundige, chemicus, filosoof en technicus
- Herman van der Tuuk, Malakka 1824 – Soerabaja 1894, taalgeleerde en polyglot
- Aat Vis, Mensingeweer 1920 – Bilthoven 2010, historicus, burgemeester van Leiden (1971-1980)
- Pieter Zeeman, Zonnemaire 1865 – Amsterdam 1943, natuurkundige en winnaar Nobelprijs voor de Natuurkunde 1902

## Overleden in Leiden
Personen overleden in Leiden, alfabetisch gerangschikt

### A-H
- Pierre van der Aa, Haarlem, 1770–1812, jurist, patriot en schrijver
- Tatiana Afanassjewa, Tatiana Ehrenfest-Afanassjewa, Kiev, 1876–1964, Russisch-Nederlandse wiskundige, natuurkundige, didacticus en architect
- Ton Barge (Semarang, 1884-1952), medicus, politicus, hoogleraar en rector magnificus te Leiden
- Jan Belonje, Alkmaar, 1899–1996, jurist, bestuurder, bankier en historicus
- Carl Blume, Braunschweig, 1796–1862, Duits-Nederlands botanicus; beschrijver van de flora van Indonesië
- Maarten Biesheuvel, Schiedam, 1939–2020, schrijver
- Franciscus de le Boë Sylvius, Hanau, 1614–1672, medicus, anatoom en iatrochemicus
- Jan Boer, Wilnis, 1944–2014, cultureel ondernemer
- Herman Boerhaave, Voorhout, 1668–1738, arts, anatoom, botanicus, scheikundige, humanist en onderzoeker
- Quiringh van Brekelenkam, Zwammerdam(?), na 1622–circa 1669, kunstschilder
- Jan ten Brink, Appingedam, 1834–1901, theoloog, letterkundige, schrijver en hoogleraar in Leiden
- Wendela Bronsgeest, Den Haag, 1944–1994, zangeres en zangpedagoog
- Reind Brouwer, Siddeburen, 1910-1983, onderwijzer en schrijver
- Carel Bruens, Ravenstein, 1925-2024, glazenier, kunstschilder en docent
- Herman Colenbrander, Drachten, 1871–1945, historicus en hoogleraar te Leiden 1918-1942
- Catharina Cool, Wormerveer, 1874–1928, bioloog, mycoloog
- Cornelis van Dobben de Bruijn, Hazerswoude, 1908–1990, politicus en burgemeester
- Aad Donker, Virum (Denemarken), 1967–1998, kunstschilder
- Huib Drion, Den Haag, 1917–2004, rechtsgeleerde en essayist
- Jan Willem Duyff, Arnhem, 1907-1969, arts, verzetsstrijder en hoogleraar te Leiden
- Rudolf van Eecke, Buitenzorg, 1886–1975, bioloog, entomoloog
- Robert Fruin, Rotterdam, 1823–1899, historicus en hoogleraar te Leiden 1860-1894
- Pieter Geraedts, Velp, 1911–1978, kunstschilder, beeldhouwer en glazenier
- Michael Jan de Goeje, Dronrijp, 1836–1909, oriëntalist en arabist
- Willem 's Gravesande, 's-Hertogenbosch, 1688–1742, filosoof, wiskundige en natuurkundige
- Pieter Heerema, Amsterdam, 1908–1981, civiel ingenieur, lid Waffen-SS, veroordeeld wegens oorlogsmisdaden, offshore-ondernemer
- Robert Hegnauer, Aarau, 1919–2007, Zwitserse farmaceut, botanicus, taxonoom, hoogleraar farmacognosie en experimentele plantensystematiek
- Rein Hoekstra, Dokkum, 1941–2025, jurist, lid van de Raad van State

### I-Z
- Frederik Kaiser, Amsterdam, 1808–1872, sterrenkundige
- Harm Kamerlingh Onnes, Zoeterwoude, 1893–1985, kunstschilder, tekenaar en keramist
- Heike Kamerlingh Onnes, Groningen, 1853-1926, natuurkundige en Nobelprijswinnaar (1913)
- Annelien Kappeyne van de Coppello, Oud Over (gemeente Loosdrecht), 1936-1990, jurist en politicus
- Joan Melchior Kemper, Amsterdam, 1776-1824, jurist, letterkundige, hoogleraar en politicus
- Jan Elias Kikkert, Amsterdam, 1843–1925, lithograaf en kunstschilder
- Jan Cornelis Kluyver, Koog aan de Zaan, 1860-1932, wiskundige en hoogleraar aan Universiteit Leiden
- Rudy Kousbroek, Pematang Siantar (Sumatra, Indonesië), 1929-2010, schrijver, dichter, journalist, vertaler en essayist
- Jan Krajenbrink, Oostwold, 1941-2020, politicus
- Leo van der Laan, Den Haag, 1864-1942, architect
- Johannes de Laet (ook Laetius of Latius), Antwerpen, 1581-1649, geograaf, bewindvoerder van de West-Indische Compagnie en polyglot
- Herman Lam, Veendam, 1892–1977), botanicus, directeur Rijksherbarium en hoogleraar
- Theodorus Willem van Lidth de Jeude, Helmond, 1853-1937, zoöloog en conservator aan het Rijksmuseum van Natuurlijke Historie
- Marianne Meijer-van Hussen, Rotterdam, 1943-2024
- Eduard Meijers, Den Helder, 1880–1954, jurist, hoogleraar, grondlegger van het Nieuw Burgerlijk Wetboek
- Lucretia van Merken, Amsterdam, 1721–1789, dichteres en toneelschrijfster
- Anna van Mérode-Pietersheim, Lanaken, 1565-1634, echtgenote van Justinus van Nassau
- Cornelis Musius, Delft, 1500-1572, priester, dichter, humanist en martelaar
- Willem Maurits van Nassau, Breda, 1603-1638, jonker van Nassau, heer van Grimhuizen, ritmeester in Staatse dienst
- Eduard van Oort, Barneveld, 1876-1933, bioloog, ornitholoog en directeur van Rijksmuseum van Natuurlijke Historie
- John Opdam, Surabaya, 1916–1983, arts en tweemaal tot levenslang veroordeelde moordenaar (dokter O).
- Loes van Overeem, 's-Hertogenbosch, 1907–1980, hoofd Speciale Hulpverlening van het Rode Kruis
- Salomon van der Paauw, Haarlem, 1794–1869, architect en tuinarchitect; stadsarchitect van Leiden 1816–1862
- Pieter Pauw (Petrus Pavius) Amsterdam, 1564–1617,  botanicus, anatoom en hoogleraar te Leiden 1589–1617
- Johannes van der Palm, Rotterdam, 1763–1840, dichter, theoloog, politicus en hoogleraar
- Pieter de Ring, Ieper(?), 1615/1620–1660, kunstschilder
- Taco Roorda, Britsum, 1801–1874, theoloog, letterkundige en hoogleraar in Delft en Leiden
- Joseph Scaliger, Agen (Aquitanië, Frankrijk), 1540–1609, filoloog, polemist en hoogleraar in Leiden
- J.M.W. Scheltema, Delft, 1921–1947, dichter
- Gustaaf Schlegel, Oegstgeest, 1840-1903, sinoloog
- Herman Schlegel, Altenburg, Thüringen, 1804-1884, ornotholoog, directeur Natuurhistorisch Museum
- Johannes Schrant, Amsterdam, 1783–1866, priester, letterkundige, historicus en hoogleraar en rector magnificus in Gent en Leiden
- Cornelius Pieter Schrevelius, Haarlem, 1682–1716, humanist, schrijver en dichter
- Emile Seipgens, Roermond, 1837-1896, letterkundige en schrijver
- Jan Viruly, Gouda, 1860-1917, ondernemer en politicus
- Gualtherus Vosmaer, Oud-Beijerland, 1854–1916, zoöloog en hoogleraar te Leiden
- Cees Waal, Soest, 1943–2011, jurist, politicus en burgemeester
- Joan van der Waals, Amsterdam, 1920-2022, molecuulfysicus en hoogleraar natuurkunde te Leiden
- Jan Wandelaar, Amsterdam, 1690-1759, kunstschilder, graveur en etser
- Nicolaas van Wijk, Delden, 1880-1941, taalkundige, slavist, hoogleraar slavistiek en rector magnificus te Leiden
- Tonny Zwollo (1942–2025), Nederlands architecte

Alkmaar · 
Almelo ·
Almere · 
Alphen-Chaam · 
Alphen aan den Rijn ·
Amersfoort · 
Amstelveen · 
Amsterdam · 
Apeldoorn · 
Arnhem · 
Assen ·
Baarn · 
Bergen op Zoom · 
Bilthoven · 
Bolsward · 
Boxtel · 
Breda · 
Bredevoort · 
Brunssum · 
Bussum · 
Delft ·
Den Haag ·
Den Helder · 
Deurne · 
Deventer · 
Doetinchem ·
Dokkum · 
Dordrecht · 
Drachten · 
Ede · 
Eindhoven · 
Emmen · 
Enschede · 
Franeker · 
Geleen · 
Gouda · 
Groenlo ·
Groningen · 
Haarlem · 
Harlingen ·  
Heemstede · 
Heerenveen · 
Heerlen · 
Helmond · 
Hengelo · 
's-Hertogenbosch · 
Hilversum · 
Hoogeveen · 
Hoorn · 
Horst ·
Kampen · 
Kerkrade · 
Leerdam · 
Leeuwarden · 
Leiden · 
Lelystad · 
Maastricht · 
Meppel ·  
Middelburg  ·
Nijkerk · 
Nijmegen · 
Oldenzaal · 
Ommen · 
Oss · 
Rijswijk (Zuid-Holland) · 
Roosendaal · 
Rotterdam · 
Schiedam · 
Sittard · 
Sittard-Geleen · 
Sneek · 
Soest · 
Stadskanaal · 
Tegelen · 
Tiel · 
Tilburg · 
Urk · 
Utrecht · 
Veenendaal · 
Veghel · 
Venlo · 
Venray · 
Vlaardingen · 
Vlissingen · 
Wageningen · 
Warnsveld · 
Weert · 
Winschoten · 
Woerden · 
Zeist · 
Zierikzee · 
Zoetermeer · 
Zutphen · 
Zwolle